# Orient Thai Airlines
Orient Thai Airlines là một hãng hàng không vận chuyển khách bay theo lịch trình và thuê bao có trụ sở tại Bangkok, Thái Lan. Trung tâm hoạt động chính của hãng tại Sân bay Quốc tế Suvarnabhumi Bangkok. Hãng có công ty con là một hãng hàng không giá rẻ One-Two-GO.

## Lịch sử
Orient Thai Airlines là hãng hàng không thuê bao quốc tế đầu tiên của châu Á. Cùng với công ty con của mình Kampuchea Airlines hãng phục vụ dịch vụ cho các hãng hàng không khác bao gồm Finnair, Lufthansa, LTU và Merpati. Hãng đã vận chuyển người tị nạn khắp thế giới cho Văn phòng Di trú Quốc tế của Liên Hợp Quốc bao gồm những người đi Kosovo từ Úc và giúp người Timor trở về Đông Timor năm 1999 sau khi quốc gia này độc lập khỏi Indonesia. Orient Thai Airlines cũng đã trở thành một công ty vận chuyển cho Liên Hợp Quốc, vận chuyển quân và lực lượng gìn giữ hòa bình khắp thế giới. Hãng cũng chở những người hành hương Hồi giáo Hajj đến Ả Rập Xê Út cho những khách hàng bao gồm Air India và hoàng gia Saudi.

## Các tuyến
As of May 2007, Orient Thai Airlines operates scheduled passenger flights to the following destinations:
- China
  - Hong Kong
- Hàn Quốc
  - Seoul
- Thái Lan
  - Bangkok
  - Phuket

## Đội tàu bay

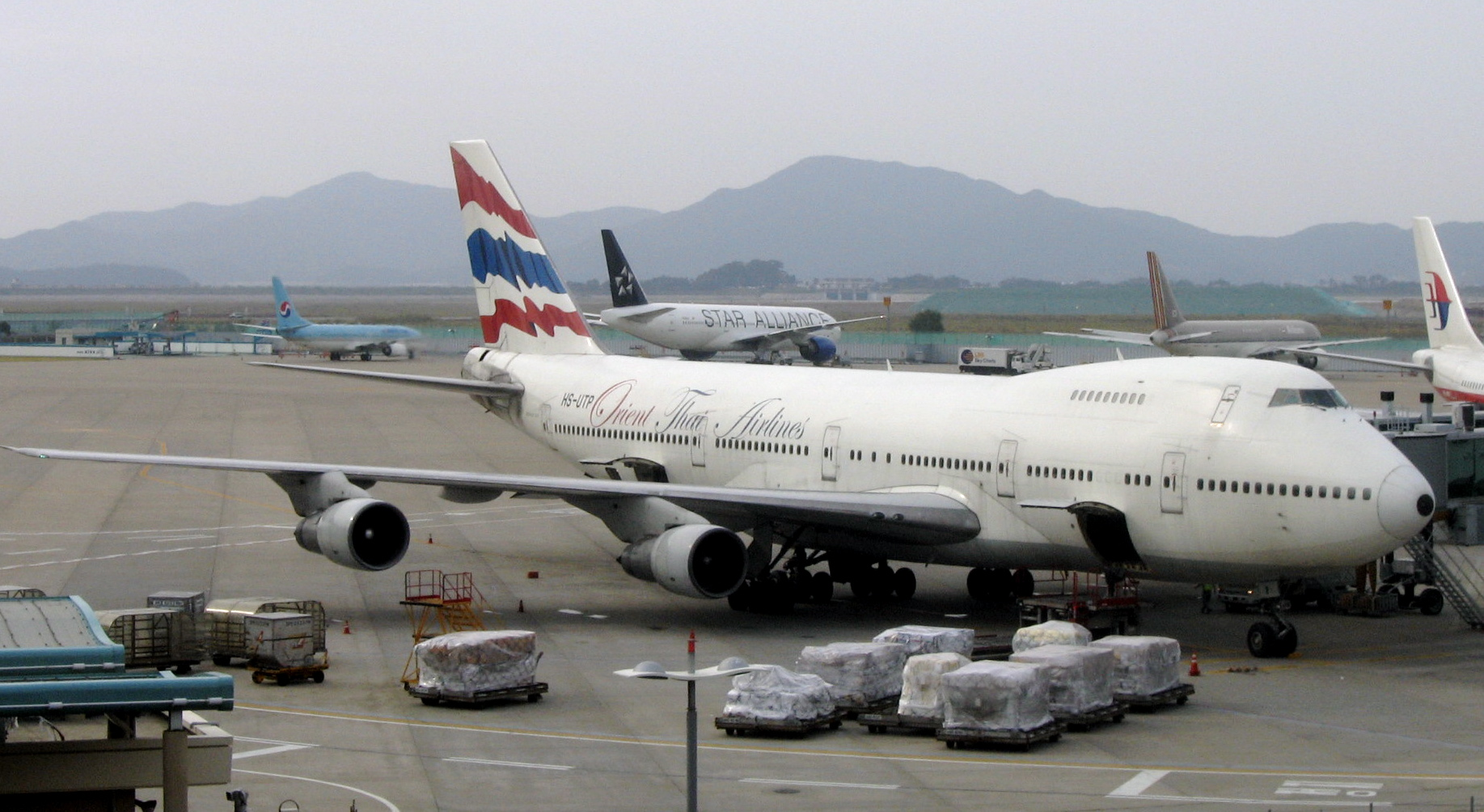

Đến tháng 5 năm 2007, đội tàu bay của hãng Orient Thai Airlines bao gồm các tàu bay sau: Oriental
- 1 Boeing 747-100
- 2 Boeing 747-100B
- 2 Boeing 747-200B
- 1 Boeing 747-300